# Vytautas Magnus-universitetets botaniska trädgård
Vytautas Magnus-universitetets botaniska trädgård (litauiska: Vytauto Didžiojo universiteto Botanikos sodas) är en botanisk trädgård i Kaunas, Litauen. Den grundades 1923 av Constantin Andreas von Regel. Anläggningen är idag drygt 62 hektar stor, det finns omkring 14 700 växtarter. 

## Bildgalleri

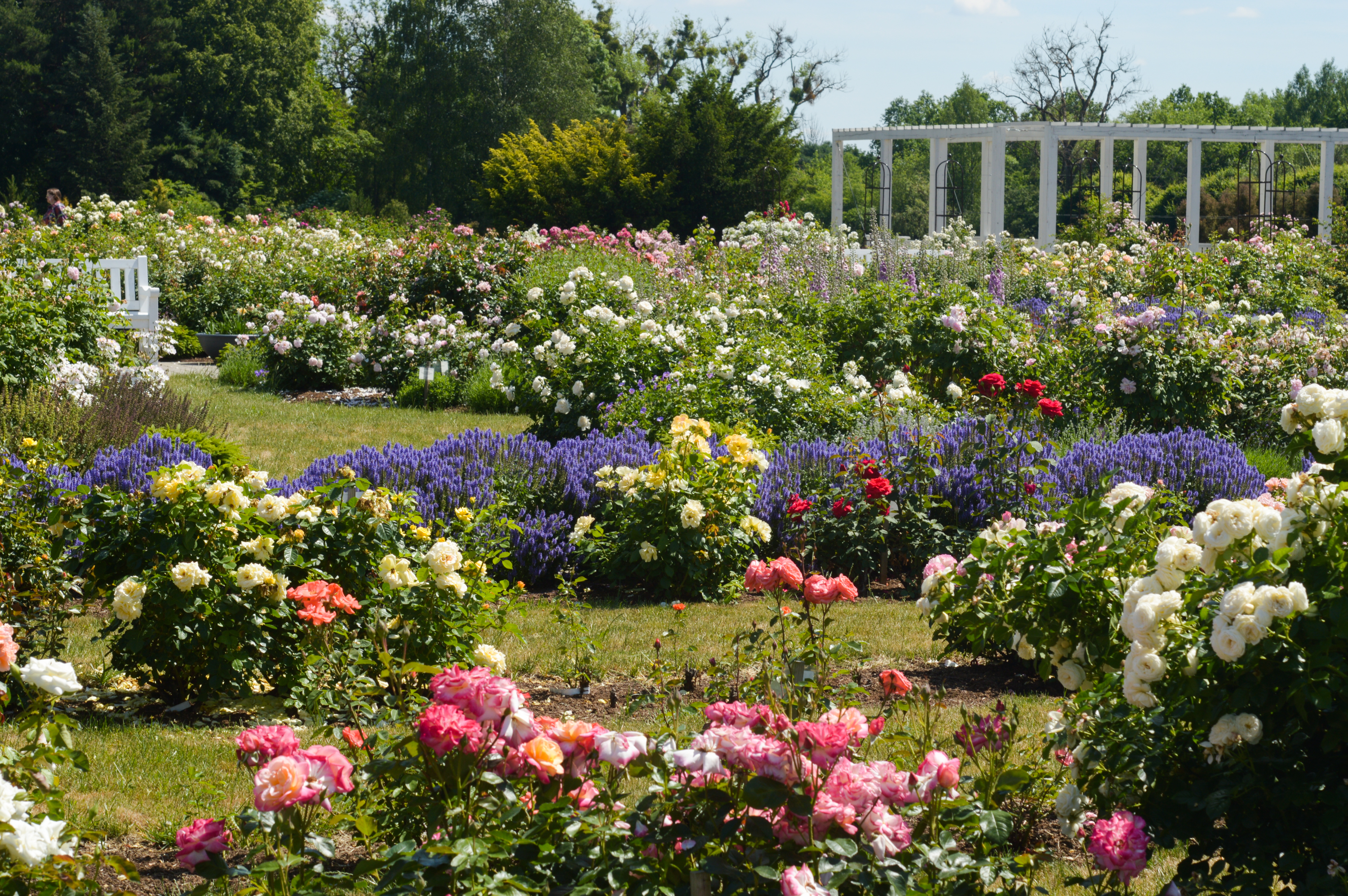
Rosarium.
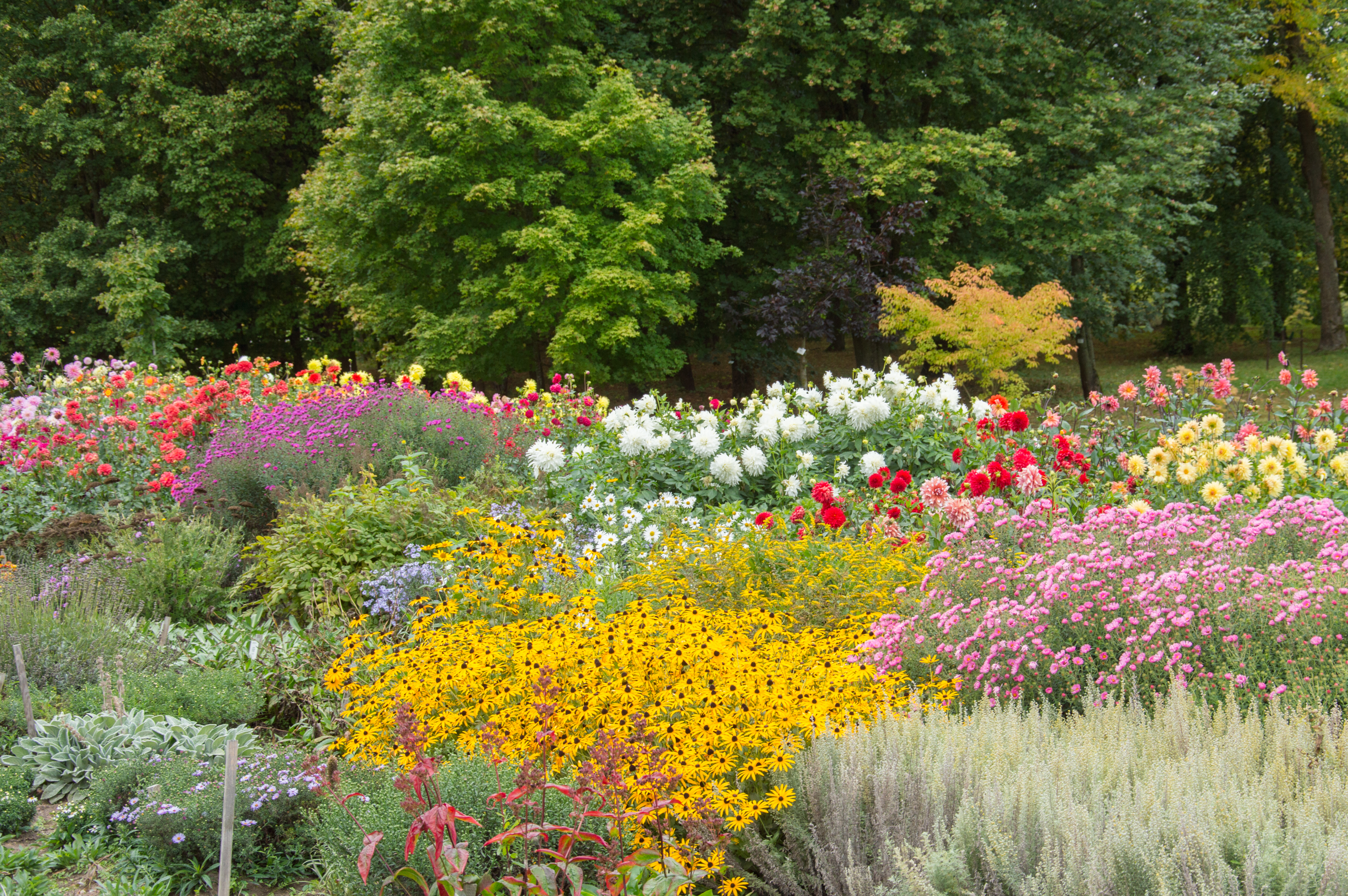
Blomsterbäddar.
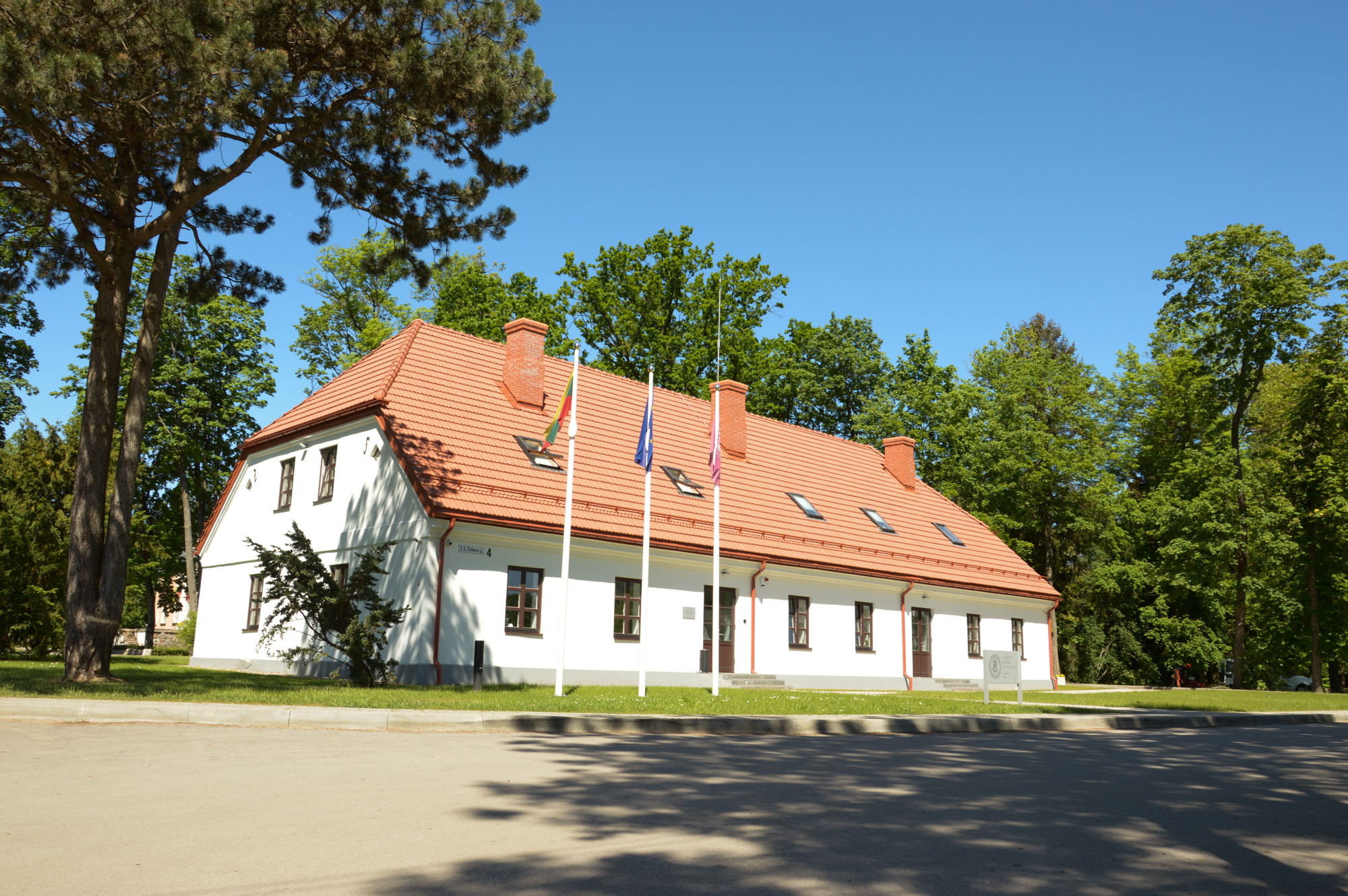
Kontorsbyggnaden.